# Фараон
Фарао́н (др.-рус. фараонъ, ст.‑слав. фарао, от греч. Φαραώ / pharaōn) — современное наименование правителей Древнего Египта. В течение большей части египетской истории оно не было официальным титулом, а возникло первоначально в эпоху Нового царства как эвфемизм, позволяющий обойтись без упоминания царского имени и перечисления официальных царских титулов, и особенно распространилось к середине I тысячелетия до н. э..

## Термин
| O1 · O29 |

| O1 · O29 |

Греческое слово Φαραώ заимствовано из Библии (ивр. פרעה‎ [par‘ōh]); оригинальное егип. pr ꜥꜣ [pəɾəˈʕoʔ] буквально означает «великий дом», то есть царский дворец. С периода Нового царства (XVI—XI века до н. э.) название дворца стало иносказательно обозначать и самого правителя, а с X века до н. э. обрело статус одного из официальных наименований царя. В демотических текстах I тысячелетия до н. э. данным термином часто обозначали власть монарха, иногда даже иноземного.
В научных текстах термин «фараон» используется реже, чем в художественных произведениях и обыденном словоупотреблении, связанных с Древним Египтом.

## История
Первые раннегосударственные образования — номы — появились в долине Нила не позднее середины IV тысячелетия до н. э. Довольно скоро в этих протогосударствах возникла неограниченная наследственная власть правителя, сочетавшего функции военачальника, жреца и руководителя хозяйства, и началось их укрупнение. Правителей этой промежуточной стадии условно объединяют в «нулевую династию», предшествующую тем, которые выделил Манефон. После объединения Верхнего Египта и захвата царями Нармером и Миной (Менесом) Дельты Нила (XXXI век до н. э.) агрессивный военный характер этих монархий начал смягчаться. Одновременно с развитием бюрократического аппарата и переводом хозяйства в прямое подчинение монарху шла сакрализация его власти, особенно при Джосере и его преемниках. Царь стал рассматриваться как гарант благосклонности богов к стране. Начиная с IV династии, он ассоциируется уже не столько с богом Хором, сколько с богом солнца Ра, сыном которого и считается. Тогда же одна за другой были построены Великие пирамиды, олицетворявшие исключительную мощь и величие правителей того времени.

С упадком Древнего царства, началом климатического кризиса XXIII—XXII вв. до н. э. и вступлением Египта в I Переходный период могущество и авторитет царей ослабли, возросло влияние и богатство знати и государственных чиновников. VIII династия утратила всеобщий контроль над страной, возникли местные независимые династии, которым не удавалось поддерживать прежний уровень общественного благосостояния. Эпоха Среднего царства так полностью и не вернула египетским царям потерянного уровня власти, хотя прочно объединившая Египет и восстановившая централизованную экономику XII династия смогла даже перейти к агрессивной внешней политике. Самый активный завоеватель Сенусерт III впоследствии стал основным прототипом легендарного Сесостриса. После же распада Среднего царства и завоевания Нижнего и большей части Верхнего Египта гиксосами страной стала править гиксосская XV династия, обладавшая полноценным сакральным статусом и возвысившая культ Сета. 
Когда фиванским правителям Камосу и Яхмосу I удалось изгнать гиксосов и основать Новое царство, Египет оказался в новом политическом положении: несмотря на продолжение завоеваний на юге и востоке, он больше не был сильнейшей державой известного египтянам мира — у него появились такие могущественные соперники, как царство Митанни, касситская Вавилония и позже Хеттское царство. В результате авторитет фараонов XVIII династии стал основываться в значительной степени на их военных успехах, в том числе личной полководческой и боевой доблести. Тем, кто их не имел (как женщина Хатшепсут и царь-миротворец Аменхотеп III), приходилось усиленно убеждать подданных в своём божественном происхождении. Несмотря на это, морально-идеологическая зависимость общества от царя уже не шла ни в какое сравнение с Древним царством; в частности, египтяне стали ценить личные (а не добытые для царя) успехи и выгоды достаточно высоко, чтобы описывать их в росписях своих гробниц. К концу II тыс. до н. э. децентрализация египетского общества и экономики, рост влияния храмов и номархов закончились распадом Нового царства.
С этого времени фараоны не имели существенного влияния в регионе. Лишь некоторым из них (например, Шешонку I) удавалось объединить Египет и вмешиваться в дела соседних стран. Население и отдельные хозяйства становились всё более независимы от царя, а его сакральная роль посредника между народом и богами очень ослабла. Большинство династий X—VII вв. до н. э. имели ливийское или нубийское происхождение. В 671 г. до н.э. ассирийский царь Асархаддон совершил успешное вторжение в Египет и поставил местных правителей в вассальную зависимость, однако вскоре основатель Позднего царства Псамметих I снова объединил страну и отложился от Ассирии. «Саисское возрождение» закончилось персидским завоеванием. В 525—486 гг. до н. э. фараонами Египта официально считались Ахемениды, но Ксеркс отказался от личной унии и сделал страну простой сатрапией. В 332 г. до н. э. статус фараона принял Александр Македонский, а после смерти последнего он принадлежал Птолемеям, потомкам его диадоха Птолемея I. Вернуть власть национальной элите на короткое время удалось лишь Нектанебу I (380—362 гг. до н. э), фараону XXX (Себеннитской) династии, сумевшему в 374 году до н. э. отразить нашествие войск персидского царя Артаксеркса II.

## Характер власти
Государственный строй Древнего Египта III—II тыс. до н.э., как и в других государствах бронзового века, представлял собой абсолютную монархию. Фигура царя была наделена солярной божественностью, он считался единственным посредником между миром людей с одной стороны и мирами богов и усопших с другой стороны. Его власть не имела никаких формальных пределов: он по своему усмотрению издавал законы и распоряжения, судил, объявлял войну и мир, назначал высших чиновников и даже своего наследника.
Однако, в отличие от таких более поздних деспотий, как монархии Ахеменидов и Селевкидов, в Египте царь не обладал высшим морально-этическим авторитетом, его деятельность должна была направляться не на удовлетворение его собственных желаний, а на благо общества и поддержание маат, и именно этим оправдывалась его власть. Так, в одной из среднеегипетских надписей приводится пословица: «царь — это пища», а надписи-самовосхваления ряда фараонов сосредоточены на их благодеяниях для страны: «Не голодали в годы правления моего, не испытывали жажду тогда, а жили в мире благодаря деяниям моим» (Аменемхет I), «Страна была очень сытой в моё правление. Делал я хорошо как богам, так и людям, и не было у меня ничего из вещей других людей» (Рамсес III).
Допустимым для приближённых считалось возражать царю по частным и государственным вопросам и даже порицать его, тогда как, например, в Ахеменидском и Сасанидском Иране подобное в норме каралось смертью. Существовали общепризнанные списки «плохих» фараонов: так, строители великих пирамид Хуфу (Хеопс) и Хафра (Хефрен) считались разорителями страны и нечестивцами. Горячее обличение негодного царя содержится в знаменитом «Речении Ипувера», которое веками копировалось египетскими писцами. Право на восстание в Египте в целом не признавалось, однако некоторые цари (например, Сетнахт) открыто оправдывали силовой захват власти нелегитимностью своих предшественников и необходимостью «очистить» от них трон. Возникшее в I Переходный период представление о том, что будущий фараон в принципе может родиться от любой женщины, к которой снизошёл бог Ра, и впоследствии «реализовать» свою предопределённость успешным захватом власти и приведением страны к миру и порядку, создавало дополнительную возможность легитимизировать узурпацию. Таким образом, наказанием царю, не поддерживающему маат должным образом, могло быть рождение в произвольной семье основателя новой династии.

## Имена
Обычным наименованием египетских правителей было выражение «принадлежащий Тростнику и Пчеле» (егип. nsw-bity), то есть соответственно Верхнему и Нижнему Египту, либо просто «повелитель обеих земель» (егип. nb-t3wj). Обычные тексты называют в большинстве случаев только тронные имена, тогда как все имена фараона используются в особенно торжественных надписях.
Со времён Среднего царства установился полный титул египетских царей, состоящий из пяти имён:
- Хорово имя;
- Небти-имя (егип. nb-t3wj от nbty — «две госпожи») было связано с богинями — покровительницами Египта Нехбет и Уаджит;
- Золотое имя (золото в египетской культуре традиционно ассоциировалось с вечностью);
- Тронное имя, или преномен (егип. nsw-bity) принималось при воцарении и часто включало ссылку на бога Ра (например, Мааткара у царицы с личным именем Хатшепсут);
- Личное имя, или номен — давалось при рождении, в надписях предварялось титулом «сын Ра»[22].

Правители Среднего и Нового царств популярны в основном под личными именами (Тутмос, Аменхотеп, Рамсес и др.), однако ранние цари нередко известны только по Хорову имени (например, Нармер).
Начиная с правления Снофру, тронное и личное имена в надписях заключались в картуш (егип. šn — овальную рамку с касательной чертой, первоначально означавшую верёвочную петлю-оберег. Хорово имя в течение всей египетской истории оформлялось в серехе, выглядевшем как изображение дворцового фасада, на котором восседает сокол-Хор.

## Атрибуты
Царские атрибуты унаследованы от додинастического периода и частично «заимствованы» у богов.
- Корона существовала во многих вариантах. Двойная корона «пшент» (с егип. «двойная власть»[26]) состояла из красной короны Нижнего Египта «дешрет» и белой короны Верхнего Египта «хеджет». Каждая из этих двух корон принадлежала также богиням, покровительствующим этим частям страны — богине-кобре Уаджит и богине-стервятнику Нехбет. Изображения Уаджит и Нехбет прикреплялись к короне спереди в виде урея. Реже надевались синяя корона хепреш (для военных походов), золотая корона хаит (для ритуальных обрядов), диадема сешед (в эпоху Древнего царства), а также другие головные уборы вроде короны хемхемет, чаще встречающиеся на изображениях богов, чем фараонов.
- Платок (немес[26], или клафт) был обычным головным убором в Египте, однако различался по цветам в зависимости от социальной категории носящего. Царский платок, судя по имеющимся изображениям, был золотым с синими полосами. Иногда поверх него надевались урей[26] или корона.
- Скипетр[26] (heka)[27] — короткий жезл с крюком на верхнем конце. Известен с додинастических времён и происходит, вероятно, от пастушеского посоха. Его носили не только боги и фараоны, но также и высшие чиновники[источник не указан 2011 дней].
- Цеп[26] (nekhakha)[27] часто изображался скрещённым вместе со скипетром на груди царя.
- Жезл (уас) — длинная трость с раздвоенным нижним концом и навершием в виде головы собаки или шакала, позже стилизованным.
- Накладная бородка была символом власти и мужской силы царя, изготовлялась искусственно и подвязывалась.
- Хвост животного (ченджит) подвешивался сзади на набедренную повязку[26].

Фараон, державший в руках жезл и кинжал, представлялся как военачальник.

## Праздники и церемонии
- Коронация фараона
- Фестиваль Опет
- Праздник Мин
- Хеб-сед

## «Царские списки» фараонов
1. «Палермский камень» ок. XXV в. до н. э. (Палермо, музей «Antonio Salinas»).
2. «Саккарский список 1» — полустёртый перечень фараонов VI династии на крышке базальтового саркофага Анхесенпепи I — супруги фараона Пепи I, ок. XXIII-XXIV вв. до н. э.
3. «Карнакский список», храм Ипет-Исут, Карнак, ок. XV в. до н. э. (Париж, музей Лувр).
4. «Абидосский список 2», храм Сети I, Абидос, ок. XIII в. до н. э. (АРЕ, памятники около селения Эль-Араба-эль-Мадфуна).
5. «Абидосский список 1» храм Рамсеса II, Абидос, ок. XIII в. до н. э. (Лондон, Британский музей).
6. «Саккарский список 2», гробница зодчего Тунари, Саккара, ок. XIII в. до н. э. (Каир, Каирский египетский музей).
7. «Туринский царский папирус» ок. XII в. до н. э. (Турин, Туринский египетский музей).
8. Перечисление царей Египта у Геродота в его «Истории», книга II Евтерпа, V в. до н. э.
9. «Египтика» Манефона, III в. до н. э.; не сохранилась, известна по цитированию некоторых античных и раннесредневековых авторов: Иосиф Флавий (I век), Секст Юлий Африкан (III век), Евсевий Кесарийский (III/IV века), Иоанн Малала («Хронография», VI век), Георгий Синкелл (VIII/IX века).
10. Перечень царей Египта у Диодора Сицилийского в его «Исторической библиотеке», I век до н. э.